# Refâat Chaâbouni
Refâat Chaâbouni (arabe : رفعت الشعبوني), né en 1947 à Radès, est un universitaire et homme politique tunisien. Il est ministre de l'Enseignement supérieur et de la Recherche scientifique du 7 mars au 24 décembre 2011, au sein du gouvernement de Béji Caïd Essebsi.

## Biographie

### Études
Refâat Chaâbouni effectue ses études secondaires au lycée Alaoui (Tunis) puis à l'université de Tunis où il obtient une licence en sciences physiques (option chimie) puis à l'université Claude-Bernard-Lyon-I (France) où il obtient un doctorat d'État ès sciences.

### Carrière dans l'enseignement supérieur
Il travaille d'abord en tant qu'assistant de l'enseignement supérieur à l'université de Lyon puis devient chercheur à l'université de Californie (États-Unis). Devenu professeur, il enseigne à l'École nationale d'ingénieurs de Tunis avant de devenir directeur de recherches au CNRS à Toulouse (France) et expert à l'Institut tunisien des études stratégiques (ar) chargé du domaine de la science et de la technologie. Il connaît aussi les cercles ministériels pour avoir officié au sein du secrétariat d'État à la Recherche scientifique et à la Technologie, en tant que directeur de la prospective, de la planification et de l'évaluation.

### Carrière politique
Il est secrétaire d'État à l'Enseignement supérieur dans le premier et le second gouvernement Ghannouchi, entre le 15 janvier 2010 et le 27 février 2011. À la suite de la révolution de 2011, Refâat Chaâbouni est nommé ministre de l'Enseignement supérieur dans le gouvernement dirigé par Béji Caïd Essebsi. Les mesures qu'il prend visent à renforcer l'enseignement à distance, notamment avec d'autres pays, dont la Suisse. Moncef Ben Salem lui succède après l'élection d'une assemblée constituante et la formation d'un gouvernement de coalition.
Du 17 janvier au 2 mars, il est secondé par une secrétaire d’État, l’universitaire Faouzia Charfi.

## Décorations
- Grand officier de l'Ordre tunisien du Mérite[2].